# Megaselia monticola
Megaselia monticola är en tvåvingeart som först beskrevs av Malloch 1912.  Megaselia monticola ingår i släktet Megaselia och familjen puckelflugor.
Artens utbredningsområde är British Columbia. Inga underarter finns listade i Catalogue of Life.